# 科吉納斯河

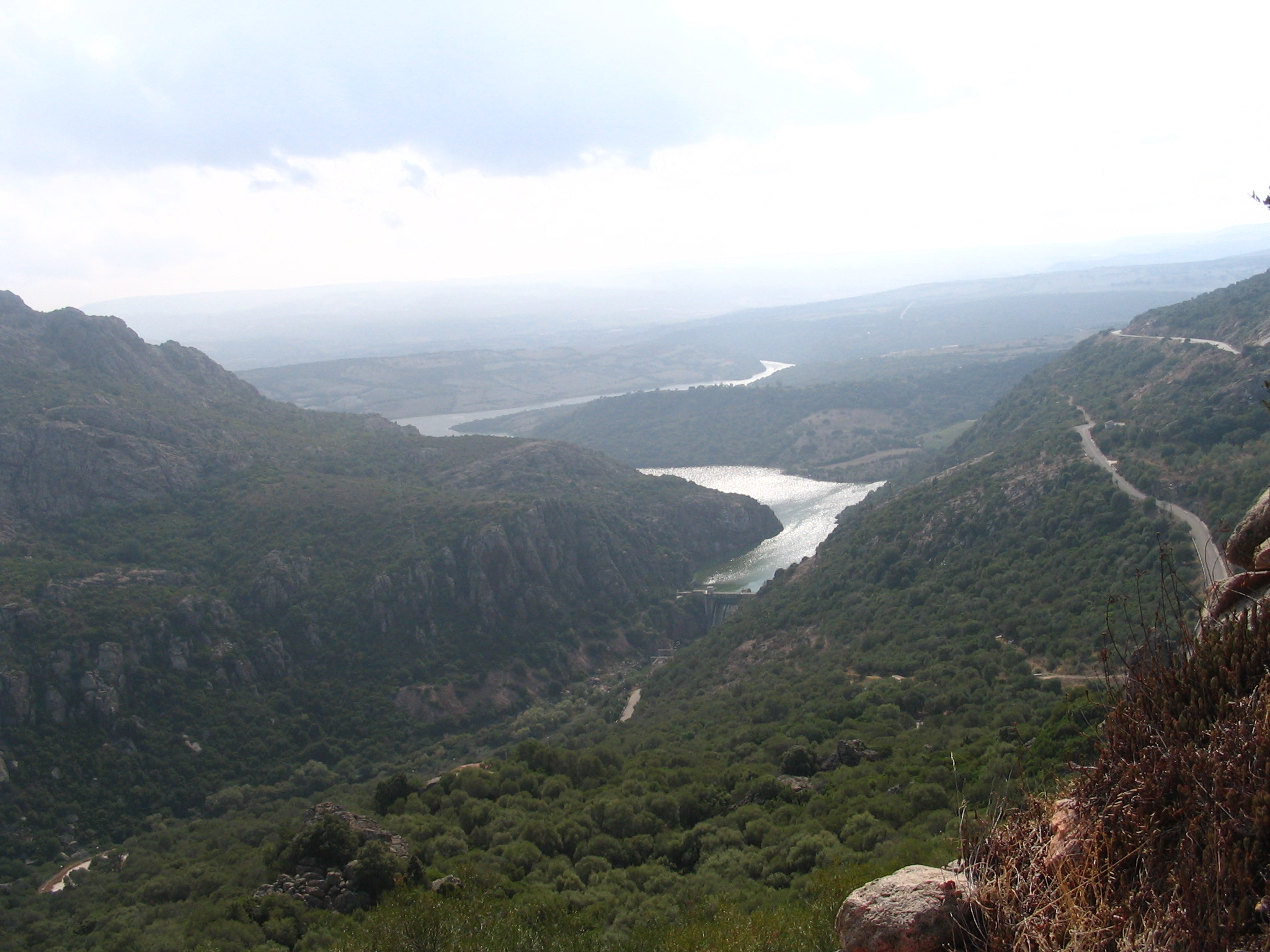

科吉納斯河（義大利語：Coghinas）是意大利的河流，位於薩丁尼亞島北部，河道全長115公里，流域面積2,551平方公里，發源自阿拉-代萨尔迪，最終在巴代西附近注入阿西納拉灣，河道上建有兩座水壩。
40°56′N 8°48′E / 40.933°N 8.800°E